# Фудзіта Джоел Тіма
Фудзіта Джоел Тіма (яп. 藤田 譲瑠 チマ, нар. 16 лютого 2002, Токіо) — японський футболіст, півзахисник бельгійського «Сент-Трюйдена» і національної збірної Японії.

## Клубна кар'єра
Народився 16 лютого 2002 року в Токіо. Вихованець футбольної школи клубу «Токіо Верді». Дорослу футбольну кар'єру розпочав 2019 року в основній команді того ж клубу, в якій провів два сезони, взявши участь у 45 матчах другого дивізіону японської першості.  Більшість часу, проведеного у складі «Токіо Верді», був основним гравцем команди.
Протягом 2021 року захищав кольори клубу «Токусіма Вортіс», звідки 2002 року перебрався до «Йокогама Ф. Марінос». Того ж року став у складі нової команди чемпіоном Японії, а наступного року виборов Суперкубок країни. 
2023 року перейшов до бельгійського «Сент-Трюйдена». Протягом свого першого сезону в Європі відіграв за команду із Сінт-Трейдена 25 матчів в національному чемпіонаті.

## Виступи за збірні
2019 року дебютував у складі юнацької збірної Японії (U-17), загалом на юнацькому рівні взяв участь у 4 іграх.
З 2021 року залучається до складу молодіжної збірної Японії. На молодіжному рівні зіграв у 35 офіційних матчах, забив 2 голи.
2022 року провів два офіційні матчі за національну збірну Японії.
2024 року включений до лав олімпійської збірної Японії. У її складі — учасник футбольного турніру на Олімпійських іграх 2024 року в Парижі.
| Дата      | Місто  | Господарі | Результат | Гості          | Турнір                            | Голи | Примітки |
| --------- | ------ | --------- | --------- | -------------- | --------------------------------- | ---- | -------- |
| 19-7-2022 | Касіма | Японія    | 6 – 0     | Гонконг        | Кубок Східної Азії з футболу 2022 | -    |          |
| 27-7-2022 | Тойота | Японія    | 3 – 0     | Південна Корея | Кубок Східної Азії з футболу 2022 | -    | 87'      |
| Усього    |        | Матчів    | 2         |                | Голів                             | 0    |          |

## Титули і досягнення
- Чемпіон Японії (1):

«Йокогама Ф. Марінос»: 2022
- Володар Суперкубка Японії (1):

«Йокогама Ф. Марінос»: 2023